# Articolazione (linguistica)
In fonetica, l'articolazione è il complesso delle disposizioni dell'apparato fonatorio per realizzare un dato fono. L'articolazione è relativa soprattutto alla sezione sovraglottidale (o sovraglottica) del condotto vocale: il sistema sovraglottico è detto anche "livello articolatorio" e contiene le cavità faringea, orale, nasale e labiale. Nel condotto vocale sono poi presenti tre aree di risonanza: la cavità orale, la cavità nasale e la faringe.
L'articolazione di un fono è tradizionalmente divisa in tre fasi: l'impostazione, la tenuta e il rilascio (o "soluzione"). Per le vocali, la tenuta è decisamente più importante delle altre fasi, che sono spesso miste alle fasi delle consonanti ad esse prossime.
In generale, i foni vengono categorizzati in base a due parametri:
- luogo di articolazione, che indica il punto in cui è creato il diaframma;
- modo di articolazione, che indica la modalità di ogni specifico gesto articolatorio.

Un terzo parametro, il grado di articolazione, è usato tradizionalmente in relazione alla sonorità o sordità di un suono (ma anche il bisbigliato e il mormorato sono gradi). Dato che questo parametro concerne l'attivazione o la non attivazione delle corde vocali, esso riguarda la fonazione più che l'articolazione.
Gli articolatori per la produzione di foni differenti si dividono in mobili e fissi. Sono articolatori mobili le labbra, la mascella, la lingua, il velo palatino (o palato molle), l'uvula e le corde vocali. Sono articolatori fissi i denti e la cresta alveolare dell'arcata superiore, il palato duro e le pareti della faringe. 
È detto articolazione secondaria un gesto articolatorio che accompagna il gesto principale. Ad esempio, sono articolazioni secondarie la nasalizzazione, la labializzazione, la palatalizzazione, la velarizzazione, la faringalizzazione. Anche la retroflessione, che in genere è considerata un luogo di articolazione, è talvolta intesa come seconda articolazione.